# Лаваньо
Лаваньо (итал. Lavagno) — коммуна в Италии, располагается в провинции Верона области Венеция.
Население составляет 6222 человека (на 2004 г.), плотность населения составляет 426 чел./км². Занимает площадь 14,65 км². Почтовый индекс — 37030. Телефонный код — 045.
Покровителем коммуны почитается святой апостол Пётр. Праздник ежегодно празднуется 29 июня.